# Graham-Paige
Graham-Paige (Грем-Пейдж, з 1930 року — просто Graham) — з 1927 року американський виробник автомобілів. Штаб-квартира розташована в Евансвілі, штат Індіана. У 1947 році компанію купує фірма Kaiser-Frazer. У 1940 році компанія припинила виробництво легкових автомобілів.

## Брати Грем. Компанія Graham Brothers
Першим успішним спільним підприємством братів Грем — Джозефа, Роберта і Рея Остіна — було виробництво скляної тари, проте в 1919 році вони продають свій бізнес, і засновують підприємство, яке займається переробкою легкових Ford T в вантажні Ford TT. Справа йшла настільки успішно, що через 2 роки вони реєструють торгову марку Graham Brothers, а також підписують угоду про будівництво вантажівок з використанням двигунів марки «Додж», а також продаж автомобілів, які вони будують через дилер-шипи фірми Dodge.
Через рік фірма розширила підприємство в Евансвіллі, а також відкрила новий завод в Детройті, а ще через 3 роки — в Каліфорнії, в місті Стоктон. На канадський же ринок вантажівки конструкції братів Грем будував канадський завод фірми «Додж». В 1925 році фірма «Додж» купує контрольний пакет акцій фірми, бо це дозволяє фірмі «Додж» самостійно вийти на ринок вантажівок, не знижуючи обсягів виробництва своїх легкових авто, а в 1926 році повністю викуповує фірму, брати Грем входять до правління компанії, однак через рік, в 1927 році, синдикат, який володіє фірмою «Додж», виставляє її на продаж, брати вирішують покинути фірму «Додж» і самим зайнятися виробництвом автомобілів. Що стосується Graham Brothers, то в 1928 році фірму «Додж» купила компанія Уолтера Крайслера, і через рік марка «Грем Бразерс» була скасована, однак нащадки цих автомобілів їздять по світу під назвою «Додж Рам».

## Утворення компанії Graham-Paige
Що стосовно самих братів, вони шукають компанію, в яку можна було б інвестувати гроші, і знаходять фірму «Пейдж», яка начебто не в збитках, але й прибутки своїм власникам особливо не приносить, в підсумку 10 червня 1927 року брати купують фірму за 4 млн доларів.
Старший брат Джозеф стає президентом фірми, середній Роберт — віце-президентом, а молодший — фінансовим директором. Фірму в січні 1928 року перейменували в Graham-Paige.

## Початок виробництва автомобілів
У серпні брати з розмахом взялися за справу, спочатку вони трохи оновили автомобілі, в першу чергу дизайн і обробку, наприклад, як стандартне устаткування були підлокітники, колірна гамма була переглянута, додалися нові матеріали в обробці салону, а головне — вони знизили ціни на автомобілі. Окрім іншого вони побудували один завод в Детройті і купили фірму Wayne Body Company, яка займалася виробництвом кузовів, щоб забезпечити безперебійну поставку. Двигуни автомобілям марки «Пейдж» поставляла в основному компанія «Континентал», щоб не залежати від них, брати заклали конструкторське бюро, яке займалося б розробкою двигунів власної конструкції.
Брати продовжили випуск автомобілів, які продовжувала фірма «Пейдж», проте в 1928 році всі старі моделі були зняті з виробництва, а замість них з'явилося п'ять нових автомобілів, які відрізнялися об'ємом моторів і довжиною баз, причому 3-значна індексація розшифровувалася так: перша цифра — кількість циліндрів, дві останні — довжина бази в дюймах без першої одиниці, наприклад, модель 610 мала 6-циліндровий мотор, об'ємом 2.9 л і потужністю в 52 к.с., а база дорівнювала 110", або 279.4 см.

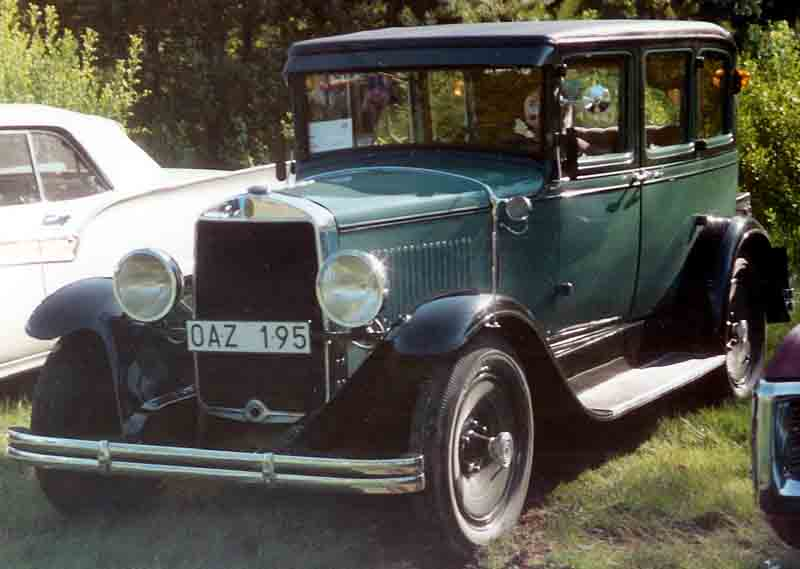
Graham-Paige 610 Sedan

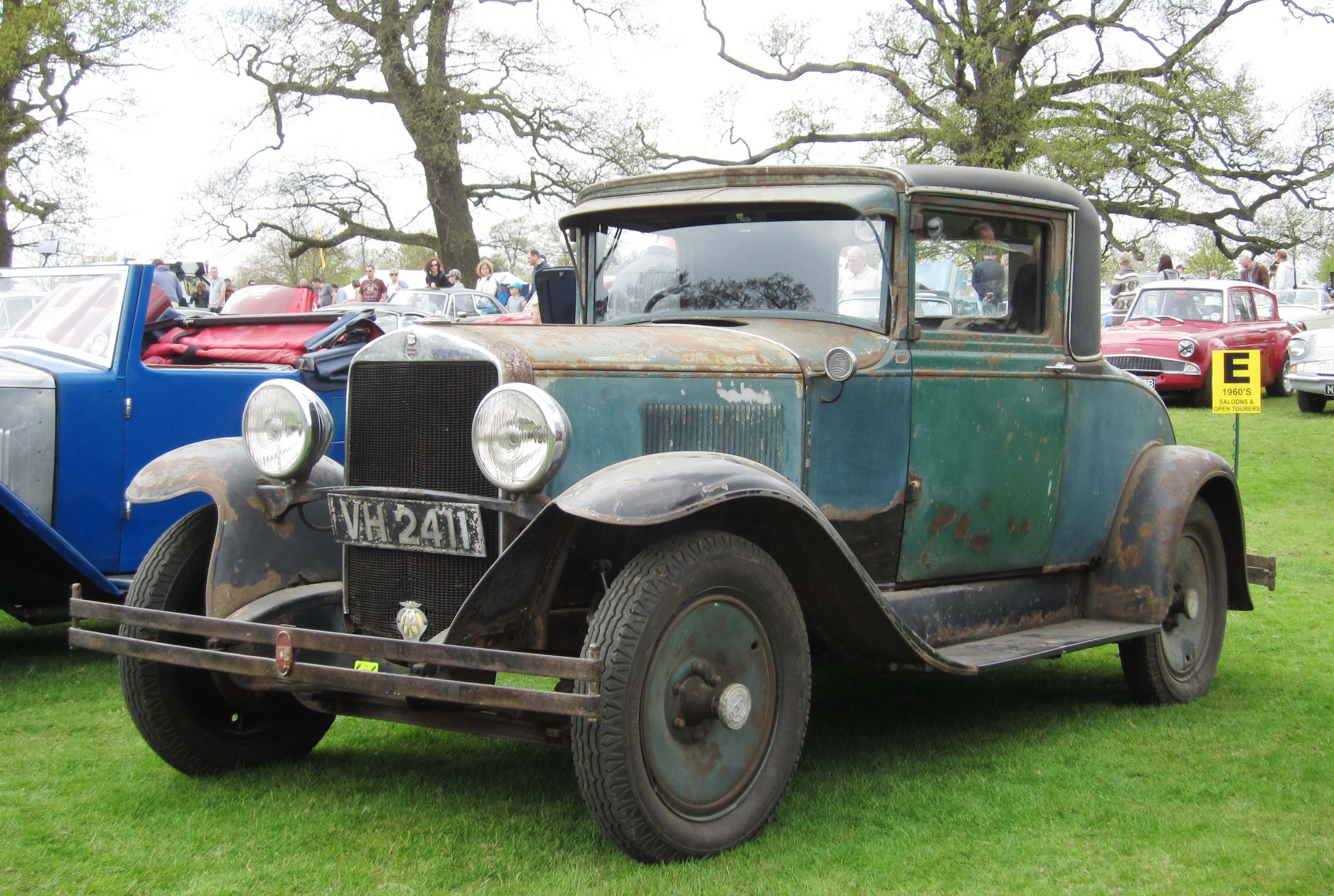
Graham-Paige 835 Boattail Roadster

Крім цієї моделі була ще модель 614, яка оснащувалася 71-сильним мотором, об'ємом 3.7 л, і 619/629 з 4.7 л і 97 к.с. під капотом, топовою стала модель 835 з мотором в 5.3 л, потужністю 123 к.с..
Політика фірми була настільки успішною, що в 1928 році вдається продати 73000 автомобілів, роком раніше було продано всього 22 000 авто. Справа в тому, що навіть найдорожчий «Грем-Пейдж 835» коштував стільки ж, скільки найдешевший «Паккард».
Окрилені успіхом, брати збиралися навіть почати будівництво нового заводу в Берліні, що в Німеччині, але під час кризи, що настала в 1929 році, ці плани були відкинуті, бо попит на автомобілі цієї марки в Європі виявився дуже низьким. В 1928 році Папа Римський Пій XI нагородив братів Орденом святого Георгія Великого римської католицької церкви за вклад в церкву і людство.

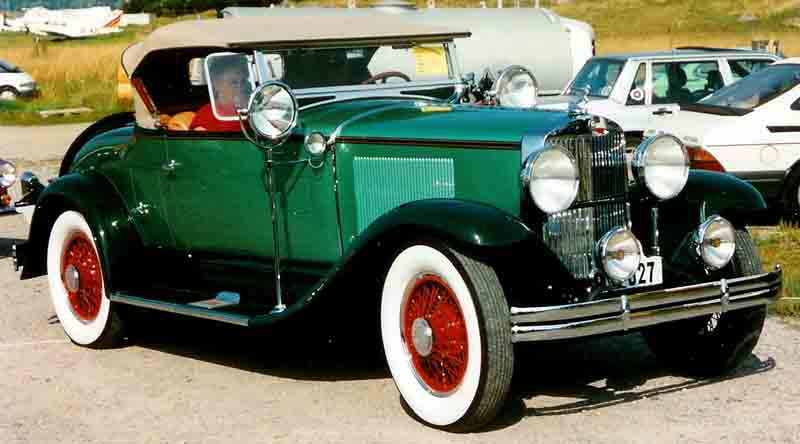
Graham-Paige 827 Cabriolet

1929 рік приніс оновлення модельного ряду, з'явилися: 612 з 3.1 л мотором, потужністю 62 к.с., 615 мав колишній мотор 3.7 л, але віддача піднялася на 5 к.с. і стала складати 76 к.с., 621 мав старий мотор, зміни його не торкнулися, зате 8-циліндрова модель була представлена тепер в 2-х варіантах бази — 827 і 837, мотор, об'ємом в 5.3 л, навіть втратив в потужності, тепер він видавав рівно 120 к.с..

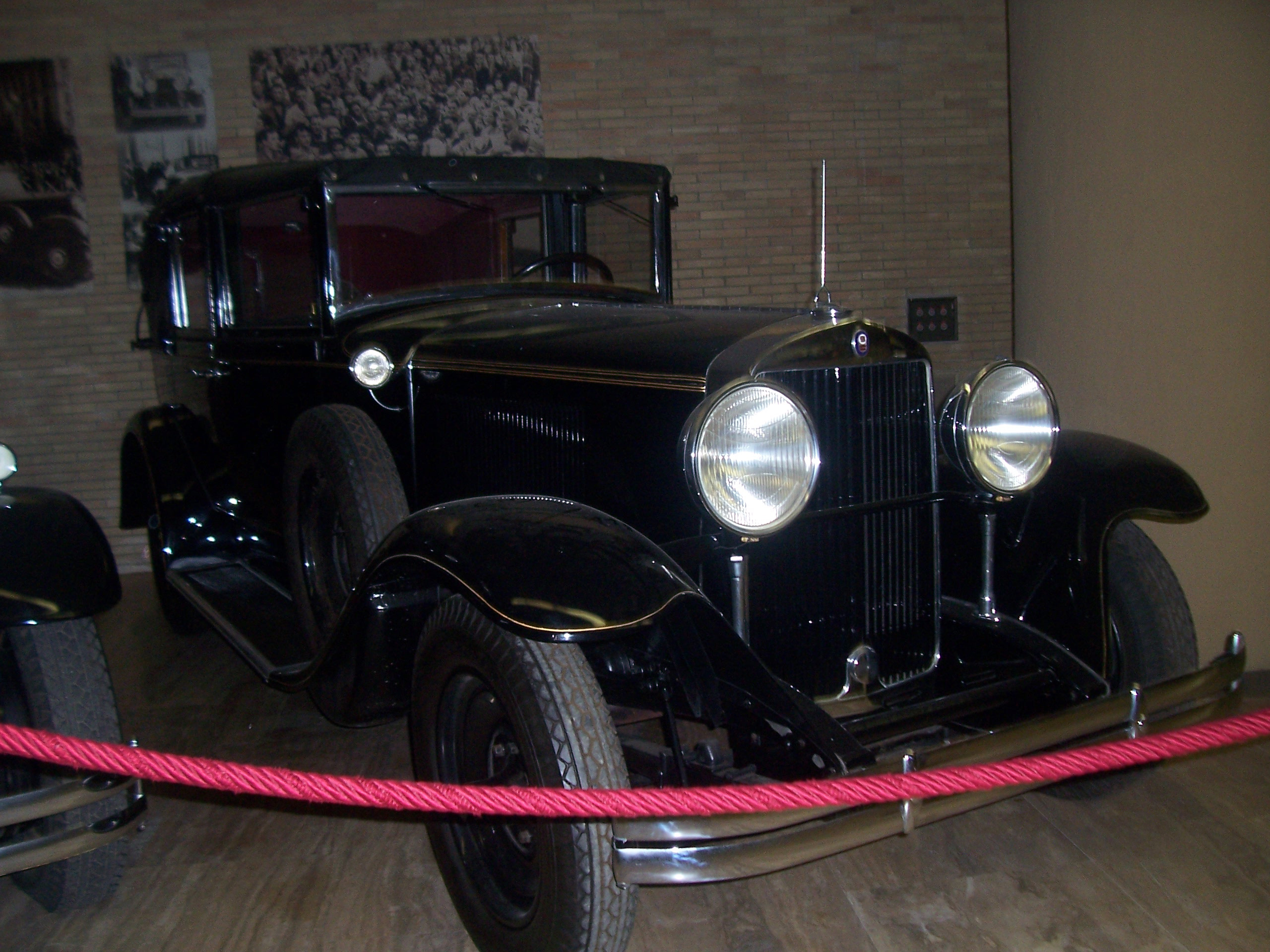
Graham-Paige 837 Phaeton Le Baron

У тому ж році автомобіль «ГП 837» з кузовом фірми «Ле Барон» був подарований братами Ватикану, а саме — Пію XI, ставши першим автомобілем, який став офіційним авто Святого Престолу, це був хід братів.
У тому ж році, коли ще нічого не віщувало занепаду, фірма купила ліс у Флориді і лісопильню, щоб справлятися із замовленнями і поставляти вчасно кузови. В 1929 році продажі склали 77 000 автомобілів, але так як було занадто багато представництв, і в тому числі в Європі (всього в 15 країнах), причому в солідних місцях, де була дуже дорога оренда, то фірма цей рік закінчила із збитками.
Також в 1929 році фірма виступала в гонках Монте Карло, де Ван Ейк обігнав 92 автомобіля і прийшов до фінішу першим.

## Компанія Graham
В 1930 фірма відмовляється від використання подвійного імені, відтепер легкові автомобілі несуть ім'я Graham, але відновлені в виробництві вантажні автомобілі носять марку Paige, за договором з фірмою «Додж» брати не повинні були займатися виробництвом вантажних авто 5 років, щоб не створювати конкуренцію фірмі Graham Brothers, яка до того часу стала найбільшим виробником вантажних автомобілів, і в 1932 році Graham припиняє випускати вантажні автомобілі, бо все одно вони не користувалися попитом.
Легкові автомобілі отримують нові назви: на шасі 615 з'явилися Standart 6 з мотором 3.4 л, який розвивав 66 к.с., і Special 6, який був тим же 615; Special 8 отримав базу, укорочену на 5" у порівнянні з 827, і новий мотор, об'ємом 4.9 л і потужністю 100 сил, а Custom 8 був по суті той же 827, з тією ж рамою і з тим же мотором. За цей сезон вдається продати 33500 автомобілів.

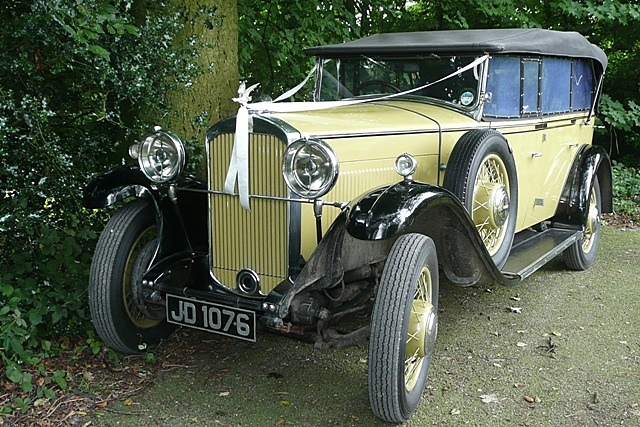
Graham Special Six

В 1931 до них приєдналася укорочена на 5 см, в порівнянні з 615, — Prosperity 6, яка мала мотор в 3.4 л, що дебютував роком раніше, але тепер вже віддавав 70 к.с., а топова модель Custom 8 знову збільшила свою базу, але не до рівня моделі 837, база авто склала всього 134", або 3.4 м.
1932 рік приніс фірмі деякий успіх, по перше, з'явився новий мотор серії «Blue Streak». Цей мотор мав об'єм 4.2 л і розвивав 90 сил.
Але головною новинкою став новий, досі не бачений дизайн автомобілів, який назвали революційним, і всі фірми підхопили цю ідею. А ідея проста — крила стали більш закритими, решітка радіатора отримала нахил, а сам радіатор переїхав за фальш-решітку радіатора, тобто звичний для нашого ока дизайн автомобілів кінця 30-х, а придумав цей дизайн Амос Нортуп (він розробив ще кілька дизайн-проектів, але, на жаль, помер в 1937 році). Рама автомобіля кріпилася до кузова через спеціальні гумові подушки зовні кузова, а не зсередини, що дозволило зробити кузови більш широкими всередині.

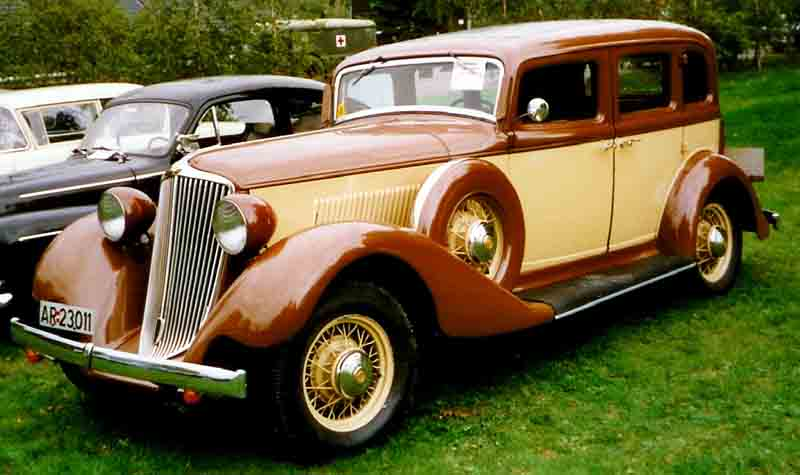
Graham 8-57 Sedan

Не дивлячись на те, що машина отримала заводський індекс 8-57, журналісти і покупці стали її називати Blue Streak, в підсумку ця назва й закріпилася за цією машиною.
Однак, не дивлячись на те, що всі фірми зайнялися плагіатом дизайну, сама машина творцям фінансового успіху не принесла, і в 1932 році продали навіть на 7000 автомобілів менше, ніж роком раніше, продавши всього 12000 автомобілів за рік. У молодшого брата Рея трапився нервовий зрив, його відправили на відпочинок до східного узбережжя, однак по дорозі туди він вловив момент, втік від приставленого до нього священика, і скинувся зі скелі.
Разом з новинкою випускався і автомобіль зі старим дизайном, але з новим мотором, цей автомобіль носив індекс Special 820, однак була і стара модель «Кастом Ейт», якій замість великого 5.3 л мотора встановили 4.9 л, який і став топовим в програмі фірми «Грем».
В 1932 році автомобіль був виставлений на гонки Інді 500, де «Cannon Ball» Бейкер йшов з дуже непоганою середньою швидкістю в 174 км/год, але він зійшов на 61 колі, коли зламався колінвал.
В 1933 році більшість фірм скопіювали дизайнерські інновації фірми, так що фірма рекламує свої автомобілі як «найбільш копійований автомобіль у світі». В 1933 році ввели у виробництво розроблену ще в червні 1932 6-циліндрову модель, мотор якої був побудований на базі 8-циліндрового.
Модель Standart 6-65 мав мотор, об'ємом 3.7 л і потужністю 85 к.с., також в програмі залишилися моделі «Стандарт 8-64» і «Кастом 8-57», обидва з мотором 4.2 л 95 к.с..
На всіх автомобілях стали кріпити мотори до рам на 4-х гумових подушках. Однак і поява нової 6-циліндрової моделі не привела до зростання продажів, і навіть навпаки — продажі впали на рівень менше 11000 авто.
Але не дивлячись на кризу і низькі продажі, правління фірми вважає, що спад не буде тривати вічно, і вирішує вивести на ринок доступних автомобілів компресорну модель. До цього слово «компресор» асоціювалося тільки з дорогими автомобілями, подібних до «Дюзенберг» або «Штутц». Компресор «розробив» Флойд Кішлін, який був на той момент головним інженером фірми, він був найкращим другом інженера Фреда Швітцера, який сконструював компресор для братів Дюзенберг, для «Дюзі» компресор випускала фірма Schwitzer-Cummins. Швітцер поділився кресленнями, однак Кішлін не став 100 % копіювати нагнітач, а трохи модернізував його, так, наприклад, в компресорі «Грем» використовувалися підшипники ковзання, а в «Дюзенбергах» — кулькові.
Компресор дозволив зняти з 4.2 л мотора 135 к.с., який в атмосферному варіанті видавав 95 сил, машина з таким мотором розганяється швидше 140 км/год, а до 100 розганялась за 15.8 секунд.
Що цікаво, установка компресора привела до несподіваних результатів: впала витрата палива і полегшився пуск в морози. Перш ніж запустити машину в серію, її випробовували впродовж 160 000 км, за цей час ніяких серйозних поломок не сталося, і в той же час змогли виправити деякі нюанси конструкції.
У травні 1934 року «Суперчарджер» був запущений в серію, машина отримала індекси «Спешл 8-75» і «Кастом 8-69». Крім неї в програмі 1934–1935 років були: «Стандарт 6-65»; «Стандарт 6-68», який отримав збільшену на 5 см базу; «Спешл 8-67» — нова модель, але з атмосферним мотором, що і на інших 8-ках. Іншою новинкою цього сезону було використання двох Х-подібних поперечок в рамі.

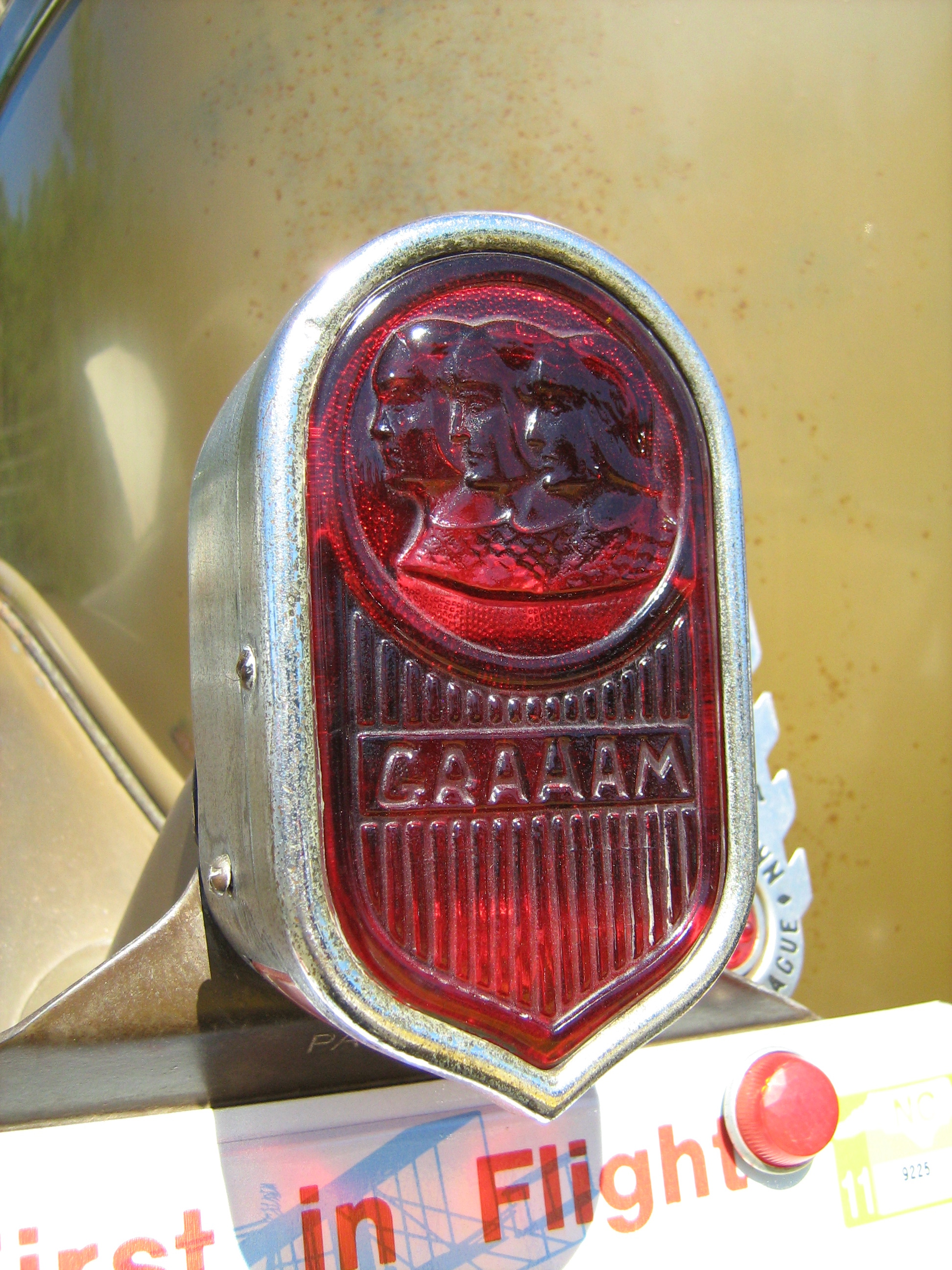
Логотип Graham

Продажі пішли вгору, хоча і не суттєво, фірмі за 1934 рік вдається продати майже 16 000 авто. Фірма отримує прибуток і купує збанкрутілу фірму Continental Beacon, брати Грем хочуть додати в виробничу програму дешеву 4-циліндрову машину, яка була б побудована на основі моделей «Континентал-Бекон», проте в 1935 році вони вибирають інший шлях, і будують дешевшу 6-ку із зменшеним до 2.8 л мотором, що видає 70 сил, шасі автомобіля також були зменшені на 13 мм, порівняно з 6-циліндровим «Спешл 6-73».
Економіка починає рости, і разом з нею продажі автомобілів, за 1935 рік вдається продати вже 18000 авто.

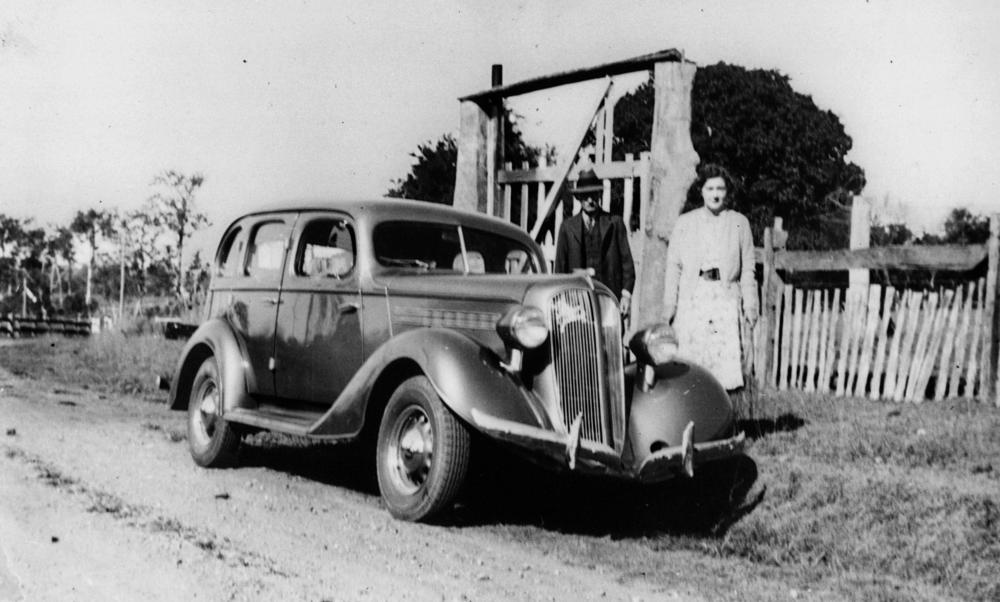
Graham Crusader 80

До 1936 модельного ряду фірма вирішує відмовитися від рядних вісімок, залишивши в програмі тільки 6-циліндрові мотори. Модельний ряд 6-циліндрових автомобілів зазнає модернізації і зміну імені, торішній Standart 6-74 перейменовується в Crusader 80.

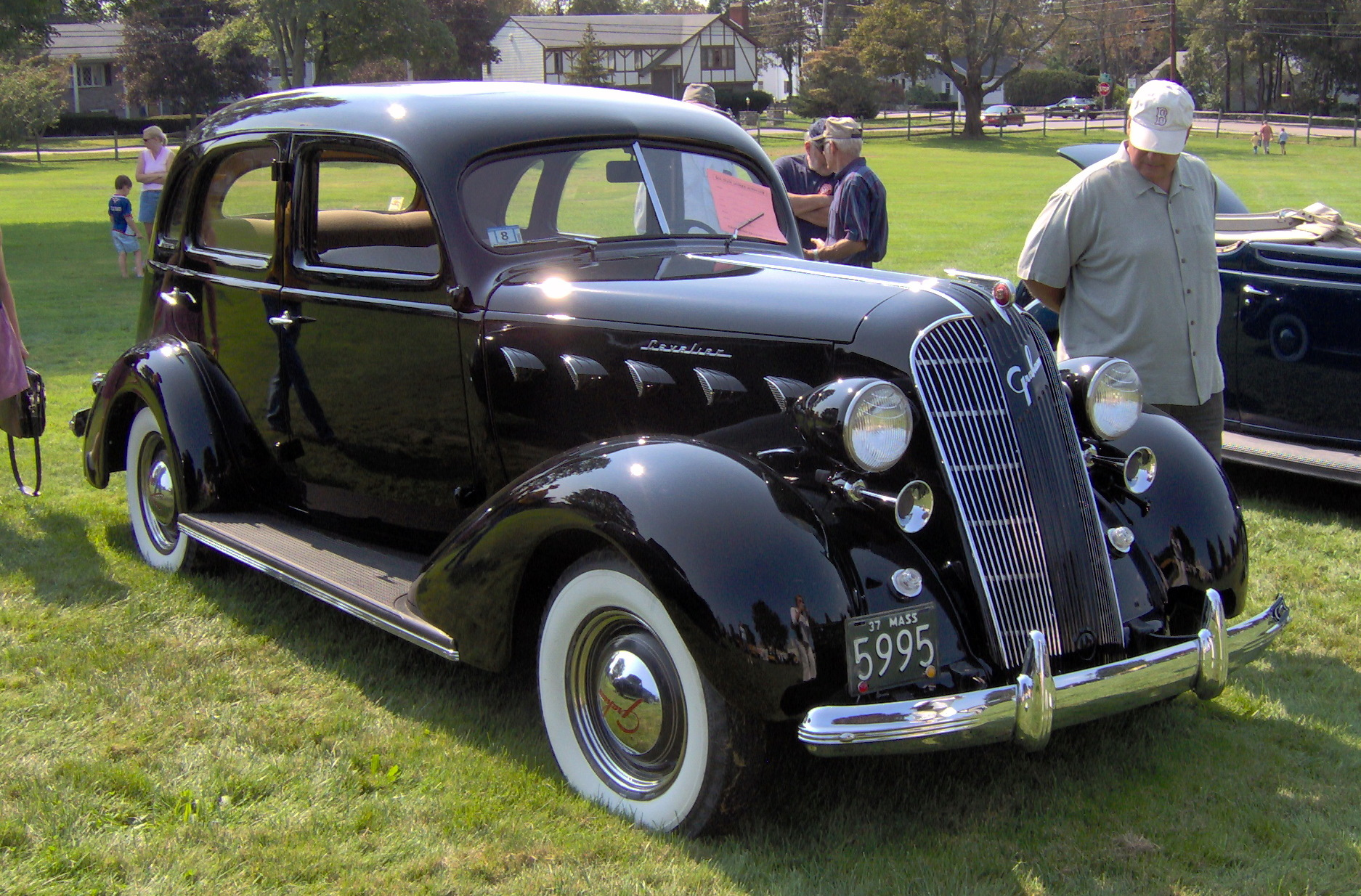
Graham Cavalier 90

З'являються моделі Cavalier 90 і Supercharger 110, обидва з моторами, об'ємом 3.6 л, перший — атмосферник, потужністю в 85 к.с., другий — наддувний з 116 к.с., в березні 1936 року з'являється Cavalier 90А з 3.3 л мотором, потужністю 80 к.с..
Причому більші моделі мали кузови, які поставляла фірма Reo. «Рео» перебувала в складній економічній ситуації, вони залишилися без моторів, і почали вести переговори з фірмами Auburn, Pierce-Arrow, Hupp і Graham про поставку двигунів, а в замін вони постачатимуть кузови. У підсумку на угоду погодилася тільки фірма братів Грем, і «Рео» стала отримувати двигуни, а фірма «Грем» — кузови від машини Reo Flying Cloud. Окрім іншого, фірма Graham платила 7.5 доларів за кожен проданий автомобіль з кузовом фірми «Рео».
Від складної і дорогої рами фірма «Грем» також відмовилася, побудувавши нові шасі, по суті, це був регрес, єдине, що рятувало стан справ, — наявність «Суперчарджерів» на автомобілях компанії.
І саме компресорним автомобілям фірма повинна була бути вдячна своєму успіху. Автомобіль «СЧ 110» розганявся до 100 за 14.5 секунди, потужний «Оберн 851» розганявся до 100 за 20,6 секунди, а «Корд 810» — за 20,1 секунди, і навіть коли на «Корд» поставили компресор, той і тоді на секунду набирав до 100 більше, ніж компресорний «Грем», «Грем» всім втирала ніс у своєму ціновому класі.
Що стосовно кузовів, яким на зміну прийшли кузова фірми «Рео», то штампи й устаткування продали фірмі Nissan, а також ліцензію на виготовлення блоків двигунів, так з'явився Nissan Model 70.

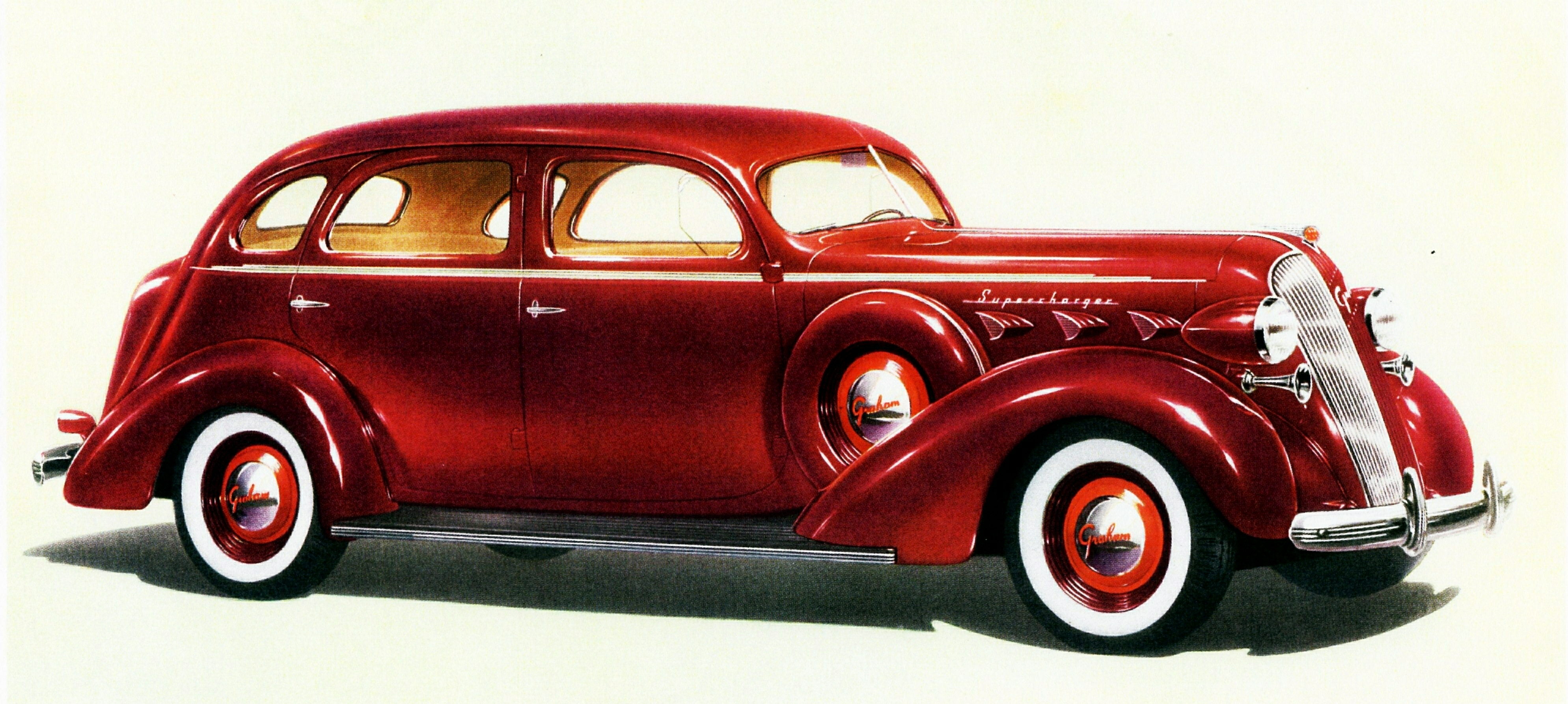
Graham Supercharger 120

За цей рік вдається продати 19200 авто, через рік у виробничій програмі чергове оновлення: модель Supercharger 110 отримує індекс 120 в кінці і збільшену на 13 см базу, з'являється модель Supercharger 116, яка має базу на 2.5 см більше, ніж у 110, але під капотом не компресорний 3.6, а 3.3 л, який видає 106 к.с.. «Кавальєр 95» також отримує 3.3 л мотор, як на моделі 90А, а «Крусейдер» отримує індекс 85, правда машина не терпить ніяких конструктивних змін.

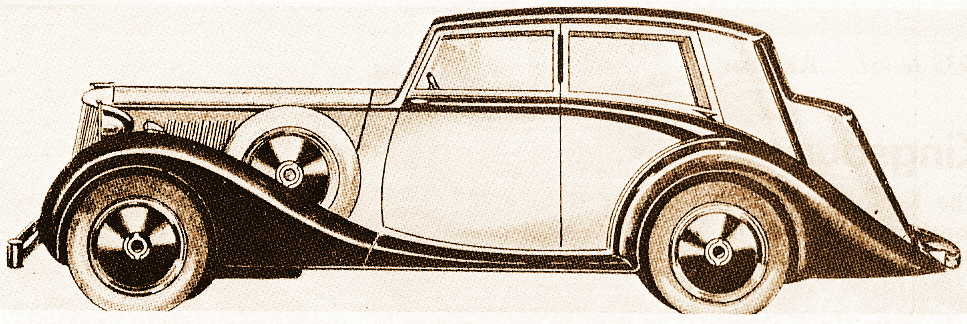
Lammas-Graham Abott

Тим часом у Європі проявляється інтерес до техніки фірми, так в Британії фірма Lammas будує автомобілі марки Lammas-Graham з використанням рам і моторів фірми «Грем», мотор об'ємом 3.6 л трохи модернізований, і видає на англійській машині 128 к.с..
Також до моторів проявив інтерес Avions Voisin.
Щоб зменшити витрати, були закриті кузовні заводи, а також продана лісопильня. Продажі на 1937 рік склали 21,318 автомобілів, з них майже половина авто мала компресори під капотом.

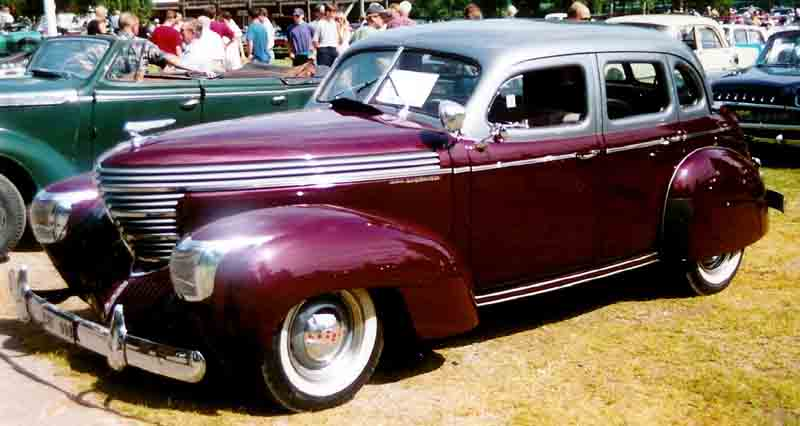
Graham Superchargher 97 Sedan

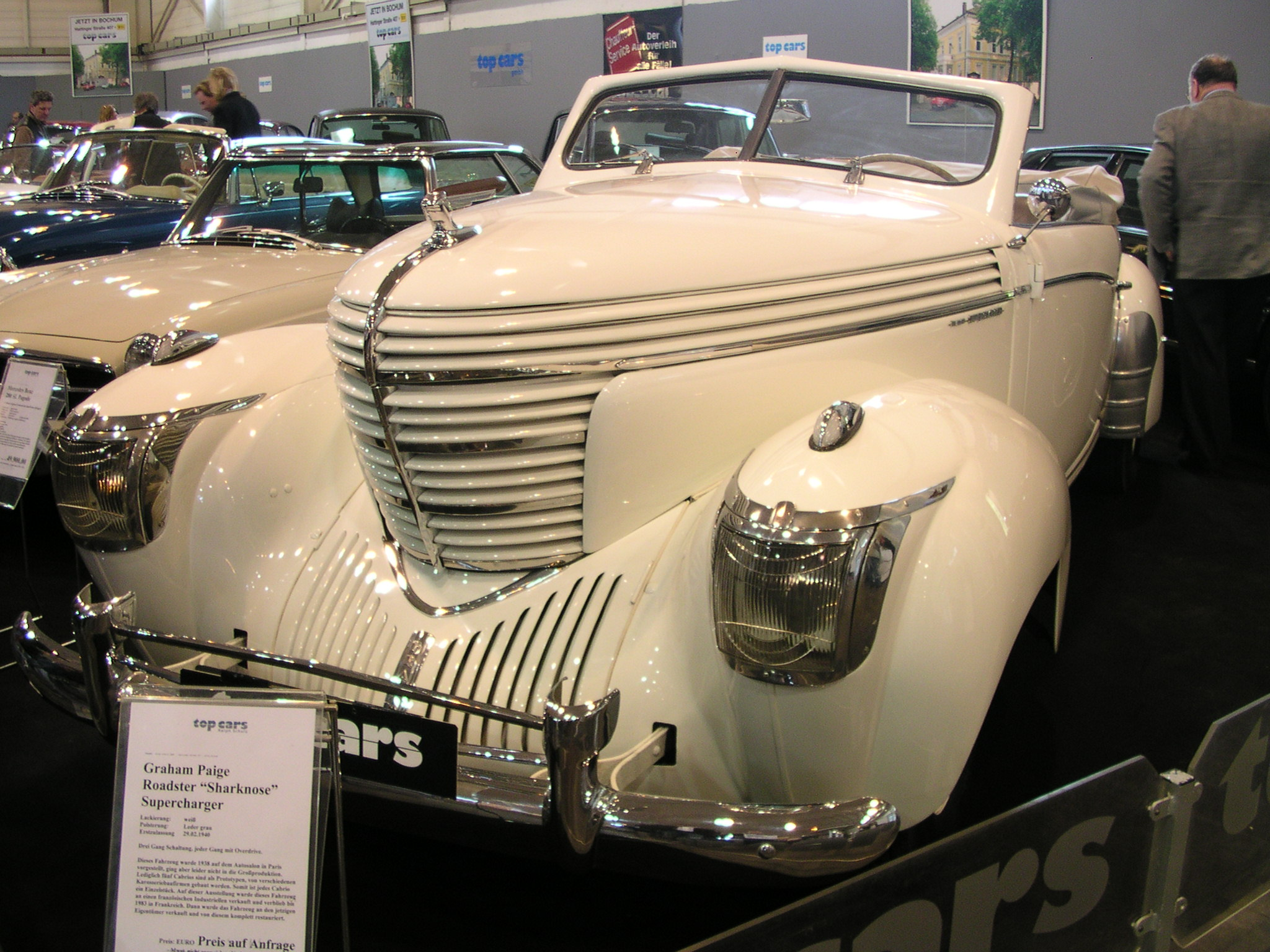
Graham Superchargher 97 Convertible-Coupe

Вигравши гроші із закриттям заводів, продажу лісопильні та виробничого обладнання фірмі «Ніссан», компанія вирішує зробити черговий ривок у сфері дизайну, як це було в 1932 році. Знову Амос Нортуп береться за дизайн, але, на жаль, він не встигає його докінчити, і вмирає в 1937 році, команда компанії «Грем» докінчує дизайн авто, назвавши цей стиль «Spirit of Motion». Автомобіль вийшов революційним, з незвичним дизайном, перед автомобіля нагадував корабель, який розсікає хвилі океану, в передні крила були вставлені квадратні фари. Журналісти захоплюються автомобілем, машини перемагають у конкурсах елегантності в Європі: Concours d'Élegance в Парижі, des Prix d'Avant-Garde в Ліоні, des Prix d'Élegance в Бордо і Grand Prix d'Honneur у французькому місті Девіль.
Автомобіль має всього одні шасі і 2 мотори, об'ємом 3.6 л, один — з компресором — модель 97, другий — атмосферник — модель 96, на обидві машини ставилася коробка передач з вакуумним перемиканням передач фірми Evans Vacuumatic.
Начебто машина всім хороша, і фірма очікує успіху своєї моделі, але це був провал, консервативні американці не були готові до такого автомобіля, і продажі впали до позначки в 6557 автомобілів, щоб зберегти компанію на плаву, Джозеф Грем з особистих заощаджень вливає в фірму 650 000 доларів.

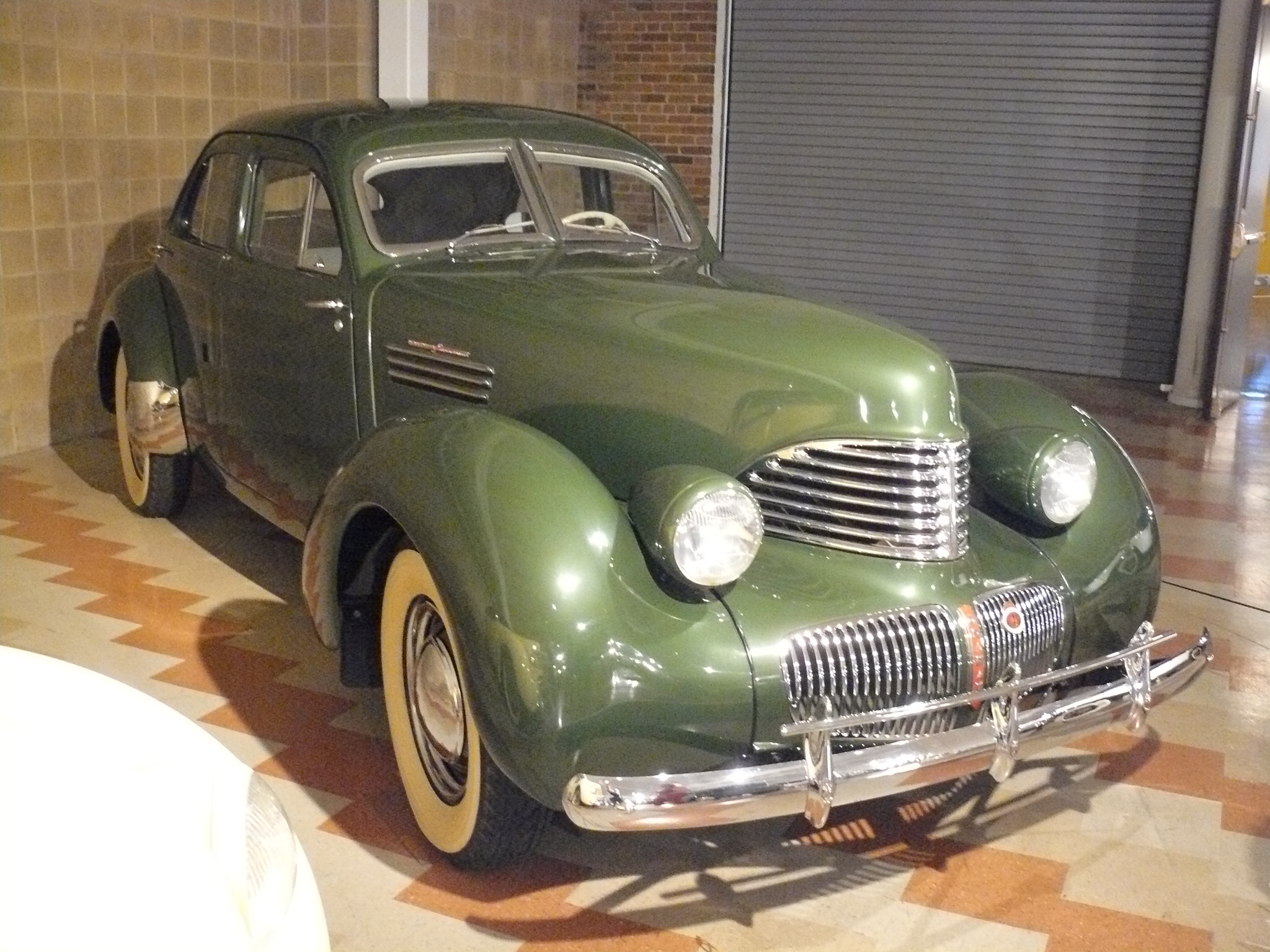
Graham Hollywood 109

Машина, яка отримає через 10 років прізвисько «ніс акули», не користується попитом, а грошей на новий дизайн у фірми немає, тут з'являється представник фірми «Хапп» (Hupp), яка також знаходиться в жалюгідному стані, щоб врятувати марку Hupmobile, фірма купила штампи для виробництва кузовів у фірми, яка викупила компанію Cord, в підсумку маються кузови «Корд 810/812», але немає коштів на розробку техніки під ці кузови. «Грем» погоджується допомогти за умови, що і він буде випускати автомобілі з цими кузовами, в підсумку переробляється перед, підлога автомобіля, бо «Корд» був передньопривідним, а «Грем» пристосовує кузов на задньопривідну раму. У підсумку виходять автомобілі Hupmobile Skylark і Graham Hollywood 109. За дизайн відповідав Джон Т'ярда, який працював з Б'єрігом (автором дизайну «Корд 810»).
Автомобіль оснащувався компресорним мотором, який видавав 125 сил, проте незабаром з'явилася і атмосферна модель з 93 к.с. під капотом, яку назвали Clipper 113.
Крім новинки продається і «гостроноса» модель, яка тепер називається 107 (SC) і 108, в залежності від мотора, і додаткові приставки «Кастом» або «Делюкс», в залежності від комплектації.

## Припинення виробництва легкових автомобілів. Виробництво вантажної техніки
Однак завод встиг випустити в 1940 році 2859 автомобілів, з яких близько 1000 були «гостроносі» автомобілі, решта 1850 — «Голлівуд»/«Кліппер». В вересні 1940 року завод закрився, обладнання було продано Далласу Уінслоу.
Однак незабаром відновлюється виробництво, але тепер для потреб армії, фірма починає будувати мотори і вантажну техніку. В 1941 році фірма рапортує про перші прибутки, починаючи з 1933 року, в 1942 році у відставку йде Джозеф Грем, на його місце приходить Ходжсон, проте в 1944 році Джозеф Вашингтон Фрейзер, колишній директор фірми Willis-Overland, стає головою правління фірми Graham-Paige (фірма весь час носила це ім'я), шляхом покупки контрольного пакета акцій.
Незабаром він оголосив про відновлення виробництва автомобілів, як тільки скінчиться війна, він наймає дизайнера Дарріна для проектування повоєнних моделей, в той же час Фрейзер разом з Генрі Кайзером засновують нову фірму Kaiser-Frazer. Незабаром «Грем-Пейдж» показує новий прототип,

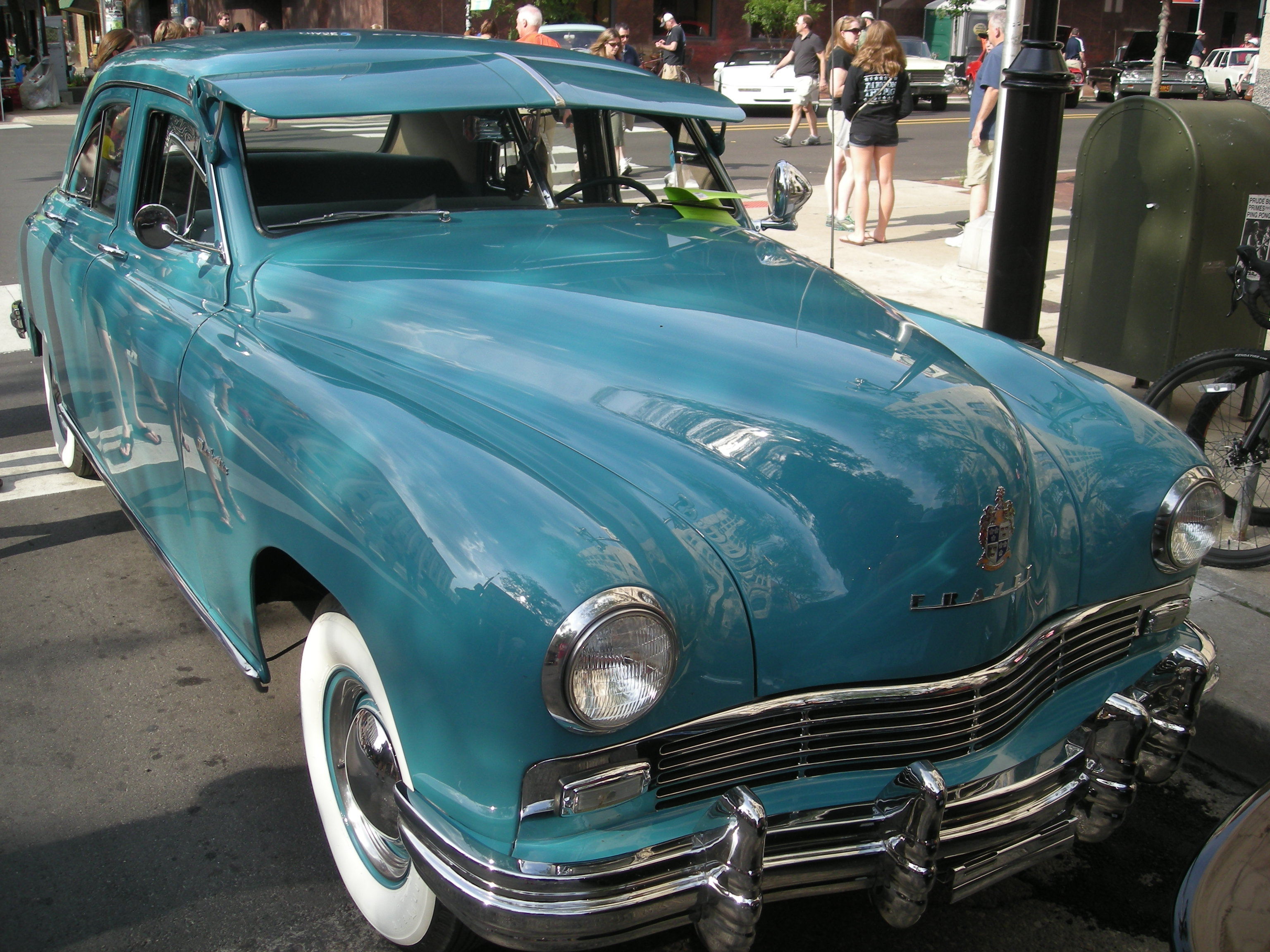
Frazer F87

В липні 1946 року його запускають в серію під назвою Frazer F87.

## Закриття компанії
Він оснащується 3.7 л мотором, потужністю в 100 сил, і має понтонний кузов, що є покищо новинкою. Однак встигнувши випустити всього 6500 автомобілів до 5 лютого 1947 року, компанію купує фірма «Кайзер-Фрейзер», найцікавіше в тому, що вже після цієї угоди стало ясно, що у компанії Graham-Paige Motors було близько 250 000 замовлень на цей автомобіль, так що всі «вершки» з'їла компанія Kaiser-Frazer.
Компанія «КФ» продала завод, який випускав автомобілі корпорації «Крайслер», і до 1961 року там випускалися автомобілі марки Imperial і DeSoto.
Продавши своє автомобільне відділення фірмі «Кайзер-Фрейзер», фірма Graham-Paige продовжила своє існування, переключившись на бізнес у сфері нерухомості, і тільки в 1962 році, через 15 років, як вона відійшла від автомобільного бізнесу, перейменувалася в Madison Square Garden Corporation, якій зараз належать такі спортивні клуби, як: New York Rangers Hockey Club, New York Knickerbockers Basketball Club і New York Soccer Club
Цікавий факт, що фірма стала наймасовішим виробником компресорних автомобілів, і тільки в 90-ті роки минулого століття фірма «Б'юік» змогла обігнати «Грем-Пейдж» з виробництва компресорних авто.

## Список автомобілів Graham-Paige
- 1928 — Graham-Paige 610
  - Graham-Paige 614
  - Graham-Paige 619
  - Graham-Paige 629
  - Graham-Paige 835
- 1929 — Graham-Paige 612
  - Graham-Paige 615
  - Graham-Paige 621
  - Graham-Paige 827
  - Graham-Paige 837

## Список легкових автомобілів Graham
- 1930 — Graham Standart 6
  - Graham Special 6
  - Graham Special 8
  - Graham Custom 8
- 1931 — Graham Prosperity 6
- 1932 — Graham 8-57
  - Graham Special 820
- 1933 — Graham Standart 6-65
  - Graham Standart 8-64
  - Graham Custom 8-57
- 1934 — Graham Special 8-75
  - Graham Custom 8-69
  - Graham Standart 6-68
  - Graham Special 8-67
- 1935 — Graham Special 6-73
  - Graham Standart 6-74
- 1936 — Graham Crusader 80
  - Graham Cavalier 90
  - Graham Supercharger 110
  - Graham Cavalier 90A
  - Graham Supercharger 120
  - Graham Supercharger 116
  - Graham Cavalier 95
  - Graham Crusader 85
- 1937 — Graham Superchargher 97
  - Graham Superchargher 96
- 1938 — Graham Hollywood 109
  - Graham Clipper 113
  - Graham Superchargher 107
  - Graham Superchargher 108